# Forsthart
Forsthart ist ein Gemeindeteil der Gemeinde Künzing im niederbayerischen Landkreis Deggendorf. Die gleichnamige Gemeinde bestand bis zum 31. Dezember 1971.

## Lage
Das Pfarrdorf Forsthart liegt auf dem Forstharter Rücken etwa vier Kilometer südwestlich von Künzing.

## Geschichte
Aus der Gegend um Forsthart sind zahlreiche vorgeschichtliche Grabhügel bekannt, 1900 Meter nordwestlich der katholischen Expositurkirche St. Michael befindet sich zudem ein frühmittelalterlicher Ringwall, der Ringwall Aurolfing, doch die eigentliche Ortsgeschichte beginnt erst Anfang des 19. Jahrhunderts. Noch 1792 findet sich in einem Plan über den Weg von Aldersbach nach Osterhofen kein Hinweis auf eine Siedlung im Forsthart. Es befand sich hier ein ausgedehnter Staatswald im Umfang von 500 Hektar, der vermutlich nach der Verfügung vom 26. April 1805 an Siedlungswillige versteigert wurde. Ein genaues Datum der Gründung Forstharts ist nicht vorhanden.
Die Heiratsprotokolle der zuständigen Pfarrei Galgweis enthalten 1806 die erste Eheschließung eines „Hoader“ Kolonisten. Bis 1811 waren hier bereits 66 Anwesen entstanden. Schon bei der Bildung der Steuerdistrikte im Jahr 1808 wurde aus der Kolonie Hart ein eigener Steuerdistrikt im Landgericht Vilshofen formiert, aus dem 1818 die Gemeinde Forsthart hervorging, zu der seit 1821 noch Dreibuchenmais, Kohlstatt und Mairing gehörten.
Bei der Neubildung des Landgerichtes Osterhofen im Jahr 1838 kam die Gemeinde Forsthart vom Landgericht Vilshofen zu diesem. 1840 zählte die Gemeinde Forsthart 118 Siedler. Der Grund war regelmäßig in Parzellen von durchschnittlich vier Hektar aufgeteilt. Am Schnittpunkt des alten Hochweges mit der Straße, die Vils- und Donautal verbindet, bildete sich ein Ortskern heraus. In den Randbereichen erhielt sich der Charakter einer lockeren, ehemals kleinbäuerlichen Streusiedlung.
Die Expositur Forsthart wurde 1927 gegründet.
Zum 1. Januar 1972 wurde die Gemeinde Forsthart im Rahmen der Gebietsreform in Bayern nach Künzing eingemeindet. Die Gemeinde bestand zuletzt aus den Gemeindeteilen Forsthart, Kohlstatt, Mairing und Reit und hatte 1964 eine Fläche von 1137,41 Hektar.

## Sehenswürdigkeiten

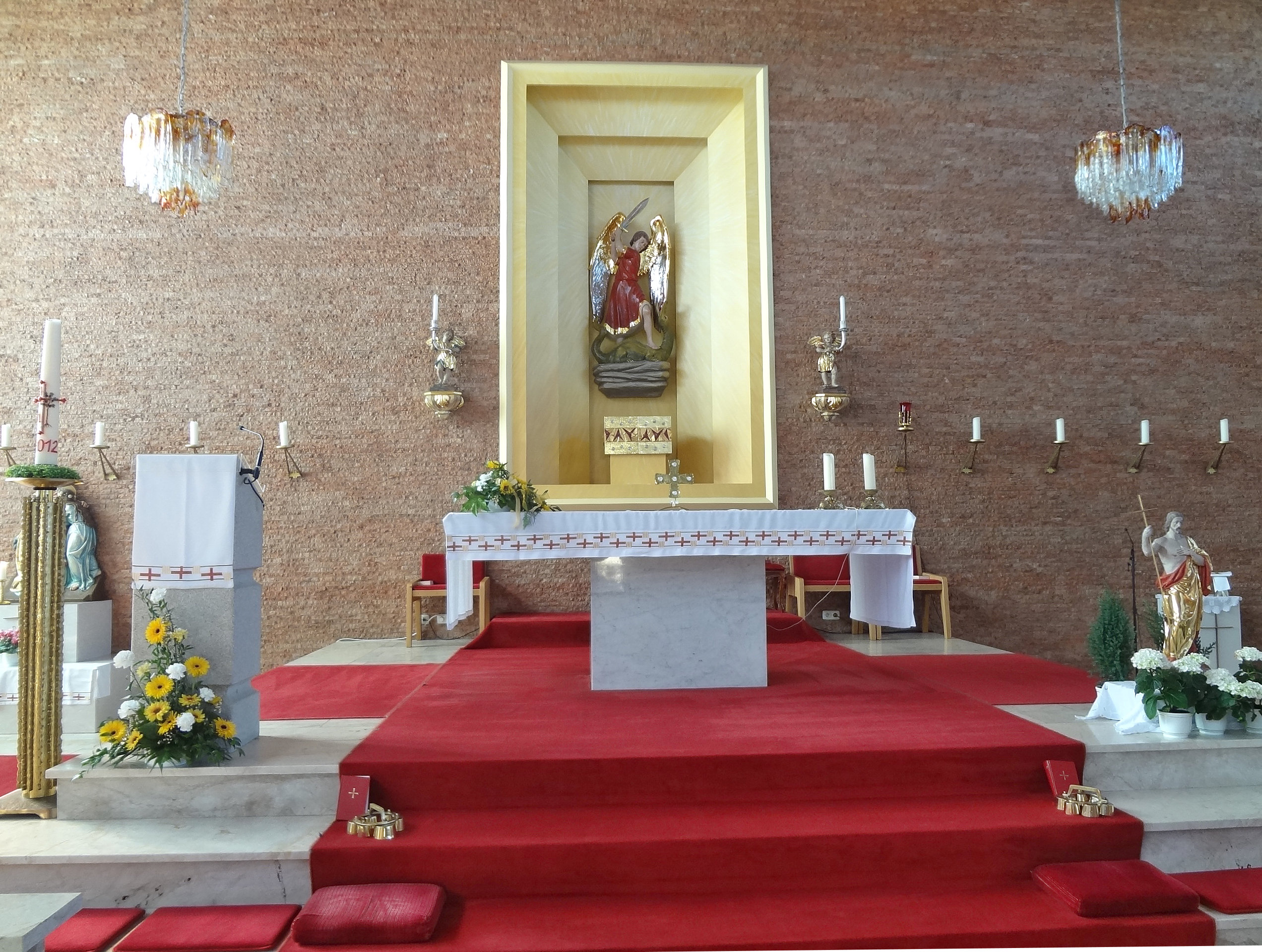
St. Michael Altar, Forsthart

- Expositurkirche St. Michael.  Sie wurde 1962 nach den Plänen des Passauer Architekten Grassinger Sepp erbaut.[3]

Wohl nahe der Stelle der heutigen Kirche wurde 1685 eine kleine Kapelle von einem „Ehr- und Dugendreichen Herrn Michael Raepiller, kurfürstl. Forstüberreiter zu Ingkamp“ errichtet.
Ob der Stifter der Kapelle, wie die Sage berichtet, auf der Flucht vor einer Wildsau sich auf einen Baum retten konnte und als Dank für seine Rettung eine Kapelle errichten ließ, lässt sich nicht nachprüfen. Diese Kapelle hatte keinerlei öffentliche Bedeutung und diente lediglich privater Andacht.

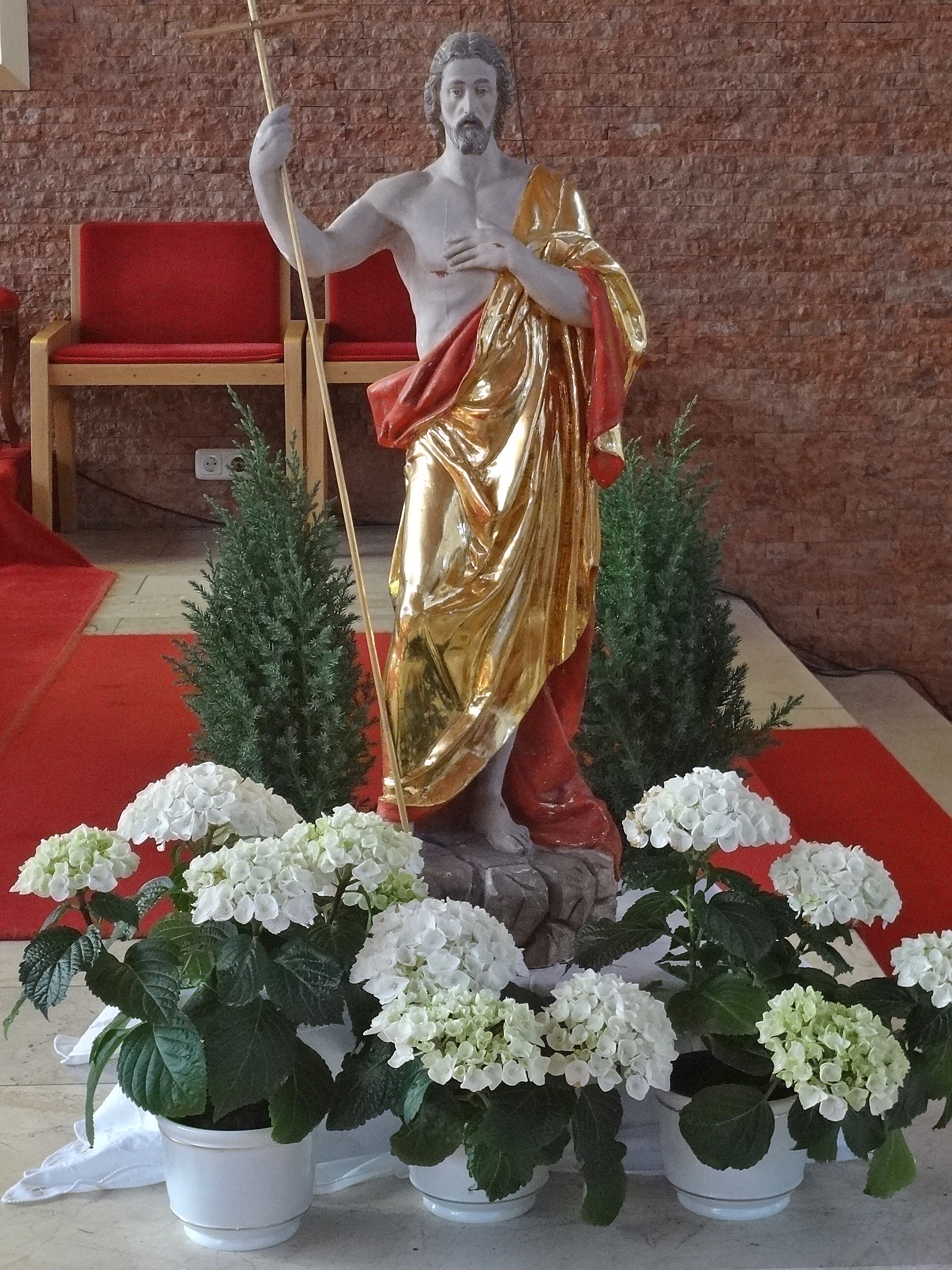

Erst um 1777/79 erfolgte die Besiedlung durch entlassene Soldaten, denen als Rentenersatz Siedlungsgrundstücke im Staatswald angeboten wurden. Nach dem Ersten Weltkrieg (1918) wurde wohl anstelle der schon verfallenen Kapelle eine Kriegerdenkmalkapelle errichtet, die dem Hl. Michael geweiht war. Sie diente schon als Schulkapelle für den aus Galgweis kommenden Kooperator, an den Tagen, da er Religionsunterricht in der Forstharter Schule erteilte. Am 1. Januar 1927 wurde der Kooperator von Galgweis, Otto Kreiller, der erste Expositus von Forsthart. Die schon immer unzulängliche Schulkapelle machte schließlich den Kirchenbau 1963/64 nötig, der unter Expositus Josef Stockinger (1942–1989) durchgeführt und durch die Konsekration durch Weihbischof Antonius Hofmann am 24. Oktober 1964 gekrönt wurde.

## Bildung und Erziehung
- Kindergarten St. Michael

## Einrichtungen
- Freibad Forsthart

## Vereine
- Spielvereinigung Forsthart e. V., gegründet 1932
- Freiwillige Feuerwehr Forsthart, gegründet am 6. April 1902
- SC (Skiclub) Forsthart
- Reservistenkameradschaft Forsthart, gegründet 1975
- Ortsgruppe Forsthart der Kreis-Wasserwacht Deggendorf
- VdK Forsthart
- Kindergarten- und Jugendförderverein Forsthart
- Waldschützen Forsthart e. V.
- Oldtimerfreunde Forsthart e. V., gegründet am 24. April 2016
- „Hadler Dritte“ gegründet 2015 (Sieger des Kleinfeldturniers 2016)